# Platålärka
Platålärka (Corypha nigrescens) är en fågelart i familjen lärkor inom ordningen tättingar.

## Utseende och läte
Platålärkan är en stor och kraftig lärka. Den har en kort huvudtofs, rejäl näbb och en roströd vingpanel som syns tydligt i flykten. Vidare är den svartaktig på ryggen och kraftigt streckad under, med roströd anstrykning på bröstet. Den skiljer sig från andra lärkor i sitt utbredningsområde på större storlek och kraftigare näbb. Sången består av ett kort och enkelt visslande "tree-tyou" som upprepas efter en kort paus.

## Utbredning och systematik
Platålärkan delas in i två underarter med följande utbredning:
- Corypha nigrescens nigrescens – nordöstra Zambia (Lundazi) och södra Tanzania (Ukinga och Njombe)
- Corypha nigrescens nyikae – Nyikaplatån i östra Zambia och Malawi

Den kategoriserades tidigare som del av Mirafra africana men urskildes 2024 som egen art efter studier som visar på skillnader i utseende, läten och genetik.

### Släktestillhörighet
Fågeln placerades tidigare i släktet Mirafra, men genetiska studier från 2023 visar att det släktet kan delas upp i fyra klader som är förhållandevis gamla, äldre än flera andra släkten i familjen. Författarna rekommenderar därför att Mirafra delas upp i flera släkten, där platålärka med släktingar lyfts ut till Corypha. Denna linje följs här.

## Levnadssätt
Platålärkan hittas i bergsbelägna gräsmarker. Där ses den i par som är stannfåglar.

## Status
IUCN har ännu inte urskilt platålärkan som egen art, varför dess hotstatus inte bedömts.